# مسجد إكستر
مسجد إكستر (بالإنجليزية: Exeter Mosque)‏ هو مسجد في مدينة إكستر في ديفون (مقاطعة في إنجلترا).

## التاريخ
بدأ تاريخ المسجد في عام 1976 عندما تم شراء 15 York Road للاستخدام كمكان دائم للاجتماع والصلاة. مع مرور الوقت، تم الحاجة إلى مزيد من المساحة وتم شراء 14 York Road أيضًا. وبعد شراء أرض من المدرسة المجاورة في أواخر العقد الأول من القرن الحالي، بدأ العمل في بناء مسجد خاص بمجتمع المسلمين في إكستر. اُفتتح المسجد الحالي في عام 2011 بعد ثلاث سنوات من العمل في البناء، والتي كلفت حوالي 1.7 مليون جنيه إسترليني.
في عام 2018، واجه أمناء المسجد أسئلة من وسائل الإعلام بشأن التبرعات التي تلقوها من العالم الديني الصادق الغرياني.
وبعد حادث إطلاق النار في مسجدي كرايستشيرش في نيوزيلندا عام 2019، كان مسجد إكستر واحدًا من المساجد التي وقف فيها الناس على حراسة تضامنًا مع المجتمع المسلم.